# Lu Haodong
| Lu Haodong             |             |
| Chinesische Schreibung |             |
| Langzeichen            | 陸皓東      |
| Kurzzeichen            | 陆皓东      |
| Pinyin                 | Lù Hàodōng  |
| Alternativnamen        |             |
| Langzeichen            | 陸中桂      |
| Kurzzeichen            | 陆中桂      |
| Pinyin                 | Lù Zhōngguì |
| Langzeichen            | 獻香        |
| Kurzzeichen            | 献香        |
| Pinyin                 | Xiànxiāng   |

 Lu Haodong  (* 30. September 1868, in Shanghai, Kaiserreich China; † 7. November 1895 im Stadtbezirk Nanhai, Foshan, Provinz Guangdong, Kaiserreich China), war ein chinesischer Revolutionär und Freund Sun Yat-sens.

## Leben
Lu Haodong wurde zwar in Shanghai geboren, doch stammten seine Vorfahren aus Cuiheng in Guangdong, wo er in jungen Jahren wieder lebte und sich mit dem zwei Jahre älteren Sun Yat-sen anfreundete. Sun, der zuvor drei Jahre in Hawaii zugebracht und dort eine christliche Schule besucht hatte, war vom Volksglauben in Cuiheng angewidert, sodass er mit Lu Tempel verwüstete und Statuen zerstörte. Da die Empörung der Dorfbewohner über diesen Vandalismus groß war, zogen sich beide aus der Öffentlichkeit zurück und gingen nach Hongkong, um an einer protestantischen Jungenschule zu lernen.
Nach Jahren der gemeinsamen Freundschaft und der politischen Prägung, gehörte der mittlerweile 27-jährige Lu im Jahr 1895 neben Sun zu den Begründern der Xingzhonghui, Gesellschaft zur Wiedererweckung Chinas, deren Mitglieder jegliche Hoffnung in die Reformfähigkeit Chinas unter der mandschurischen Qing-Dynastie verloren hatten.  Ihr politisches Ziel bestand somit in der Überwindung kolonialer Abhängigkeiten und dem Aufbau einer sozialen und demokratischen Republik. Als Mittel zur Beseitigung der Kaiserherrschaft sahen sie lediglich den revolutionären Weg. Im gleichen Jahr war Lu an einem Aufstand gegen die Qing-Herrschaft beteiligt, für den er eine Rebellenflagge entworfen hatte, nämlich eine weiße Sonne auf blauem Grund. Da die Vorbereitungen für den Aufstand verraten wurden, gerieten Lu und weitere Xingzhonghui-Mitglieder unter Verdacht, wurden verhaftet und hingerichtet.

## Bedeutung
Mit seiner Hinrichtung gehörte Lu zu den ersten Märtyrern der revolutionären Republikaner um Sun und erwarb postum hohe Verehrung. Der gescheiterte Aufstand schuf durch jene Märtyrer eine ausgeprägte Identität unter den Gefolgsleuten Suns. Lu gilt zudem als Gestalter des Symbols der Revolutionsbewegung, aus der 1905 die Tongmenghui bzw. 1913 die Zhongguo Guomindang, Nationalpartei Chinas, hervorgingen. Das Symbol findet sich zudem in der Nationalfahne der Republik China.